# Góra (district)
Góra (powiat górowski) is een Pools district (powiat) in de woiwodschap Neder-Silezië. Het district heeft een oppervlakte van 738,11 km² en telt 36.236 inwoners (2014).

## Gemeenten
Het district Góra omvat twee stads- en landgemeenten en twee landgemeenten.
Stads- en landgemeenten:
- Góra (Guhrau)
- Wąsosz (Herrnstadt)

Landgemeenten:
- Jemielno (Gimmel)
- Niechlów (Nechlau)

Stadsdistricten:
Wrocław · Jelenia Góra · Legnica · Wałbrzych

Districten:
Bolesławiec · Dzierżoniów · Głogów · Góra · Jawor · Kamienna Góra · Karkonosze · Kłodzko · Legnica · Lubań · Lubin · Lwówek Śląski · Milicz · Oleśnica · Oława · Polkowice · Środa Śląska · Strzelin · Świdnica · Trzebnica · Wałbrzych · Wołów · Wrocław · Ząbkowice Śląskie · Zgorzelec · Złotoryja

Grootste steden:
Bielawa · Bolesławiec · Dzierżoniów · Głogów · Jelenia Góra · Legnica · Lubin · Oleśnica · Świdnica · Wałbrzych · Wrocław · Zgorzelec